# Eksaprolol
Exaprolol je antagonist bet-adrenoreceptora.